# Kimiyo Matsuzaki
Kimiyo Matsuzaki (jap. 松崎 キミ代, Matsuzaki Kimiyo; * 18. Juni 1938 in Takase (heute: Mitoyo), Präfektur Kagawa) ist eine ehemalige japanische Tischtennisspielerin. Ende der 1950er und Anfang der 1960er Jahre war sie eine der erfolgreichsten Tischtennisspielerinnen und errang insgesamt sieben Weltmeistertitel. In der Weltrangliste belegte sie 1960 Platz eins. Kimiyo Matsuzaki spielte mit dem japanischen Penholder-Griff.
1997 wurde Matsuzaki in die ITTF Hall of Fame aufgenommen.
Sie arbeitete in der Textilbranche. Seit ihrer Heirat (vor Mai 1965) heißt sie Kimiyo Kurimoto (栗本 キミ代).

## Erfolge
Tischtennisweltmeisterschaft 1959
- 1. Platz Mannschaft
- 1. Platz Dameneinzel
- 2. Platz Damendoppel (mit Fujie Eguchi – JPN)
- 2. Platz Mixed (mit Teruo Murakami)

Tischtennisweltmeisterschaft 1961
- 1. Platz Mannschaft
- 3. Platz Dameneinzel
- 1. Platz Mixed (mit Ichiro Ogimura – JPN)

Tischtennisweltmeisterschaft 1963
- 1. Platz Mannschaft
- 1. Platz Dameneinzel
- 1. Platz Damendoppel (mit Masako Seki – JPN)

Asian Games 1960
- 1. Platz Mannschaft
- 1. Platz Damendoppel
- 1. Platz Mixed

Asian Games 1962
- 1. Platz Mannschaft
- 1. Platz Dameneinzel
- 3. Platz Damendoppel
- 1. Platz Mixed

Asian Games 1963
- 1. Platz Mannschaft
- 1. Platz Dameneinzel
- 1. Platz Damendoppel

Nationale japanische Meisterschaften
- 1958 1. Platz Damen Einzel
- 1959 1. Platz Damen Einzel
- 1962 1. Platz Damen Einzel

## Turnierergebnisse
| Verband | Veranstaltung           | Jahr | Ort      | Land | Einzel     | Doppel        | Mixed     | Team |
| ------- | ----------------------- | ---- | -------- | ---- | ---------- | ------------- | --------- | ---- |
| JPN     | Asienmeisterschaft ATTU | 1963 | Manila   | PHI  | Gold       | Gold          |           | 1    |
| JPN     | Asienmeisterschaft ATTU | 1960 | Bombay   | IND  |            | Gold          | Gold      | 1    |
| JPN     | Asienspiele             | 1962 | Jakarta  | INA  | Gold       | Halbfinale    | Gold      | 1    |
| JPN     | Weltmeisterschaft       | 1963 | Prag     | TCH  | Gold       | Gold          | letzte 16 | 1    |
| JPN     | Weltmeisterschaft       | 1961 | Peking   | CHN  | Halbfinale | Viertelfinale | Gold      | 1    |
| JPN     | Weltmeisterschaft       | 1959 | Dortmund | FRG  | Gold       | Silber        | Silber    | 1    |